# Danakilia
Genre
Danakilia est un genre de poissons de la famille des Cichlidae.

## Liste des espèces
Selon FishBase (24 janv. 2017) :
- Danakilia dinicolai Stiassny, de Marchi & Lamboj, 2010
- Danakilia franchettii (Vinciguerra, 1931)